# Bergdorf Goodman
Pour les articles homonymes, voir Bergdorf et Goodman.

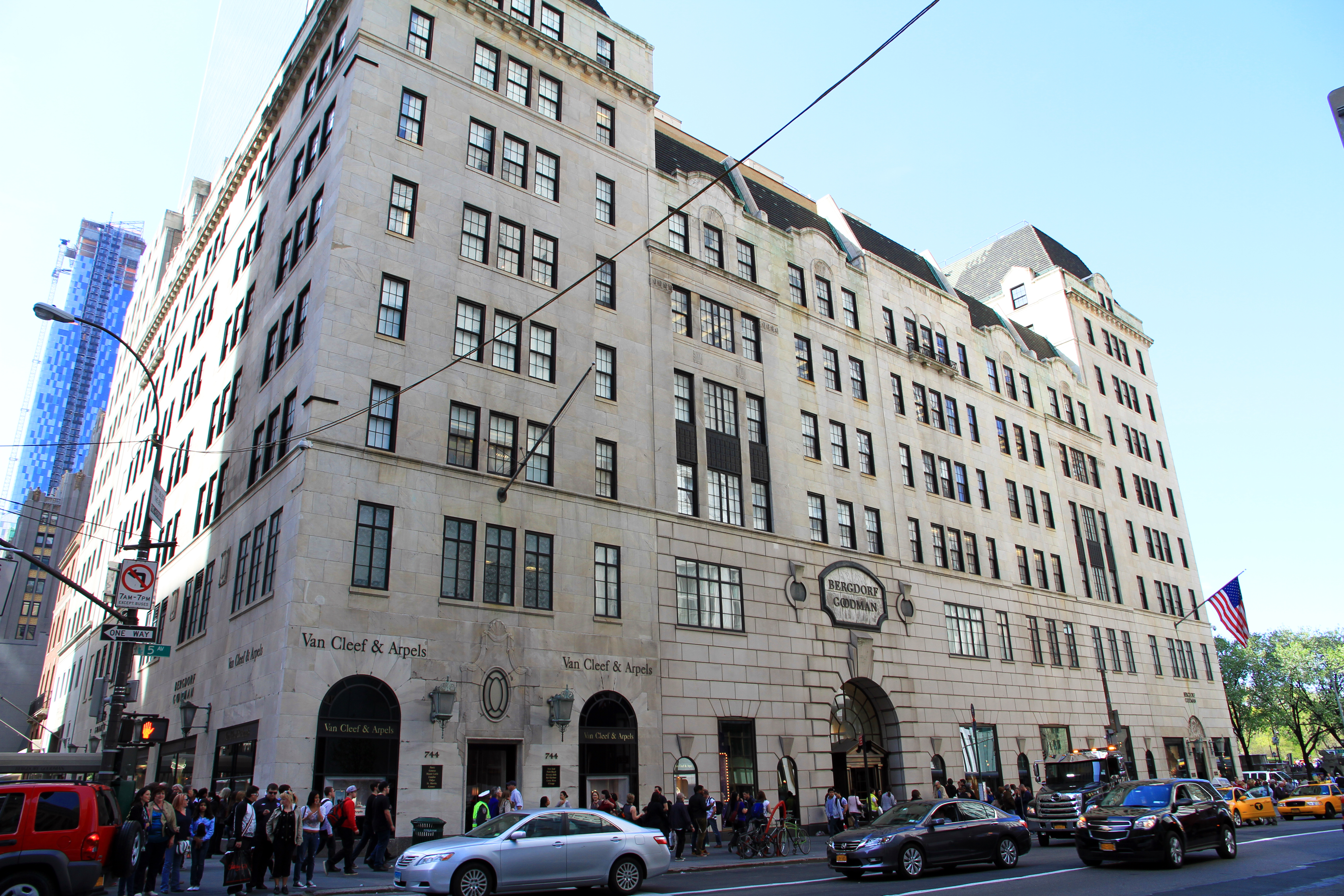
Bergdorf Goodman en 2013.

Bergdorf Goodman est un grand magasin de luxe new-yorkais, situé dans le Midtown de Manhattan, sur la Cinquième avenue au niveau de la 57e et 58e rue. Créé en 1899 par  Herman Bergdorf et Edwin Goodman, il est actuellement la propriété de Neiman Marcus.
L'actuel bâtiment a été construit sur l'emplacement du manoir de Cornelius Vanderbilt II (en), acquis par Goodman et démoli pour permettre sa construction en 1928. 
Il a été l'objet d'un documentaire, Scatter My Ashes at Bergdorf's (en), réalisé par Matthew Miele et sorti au cinéma en 2013.